# Wayne Horvitz

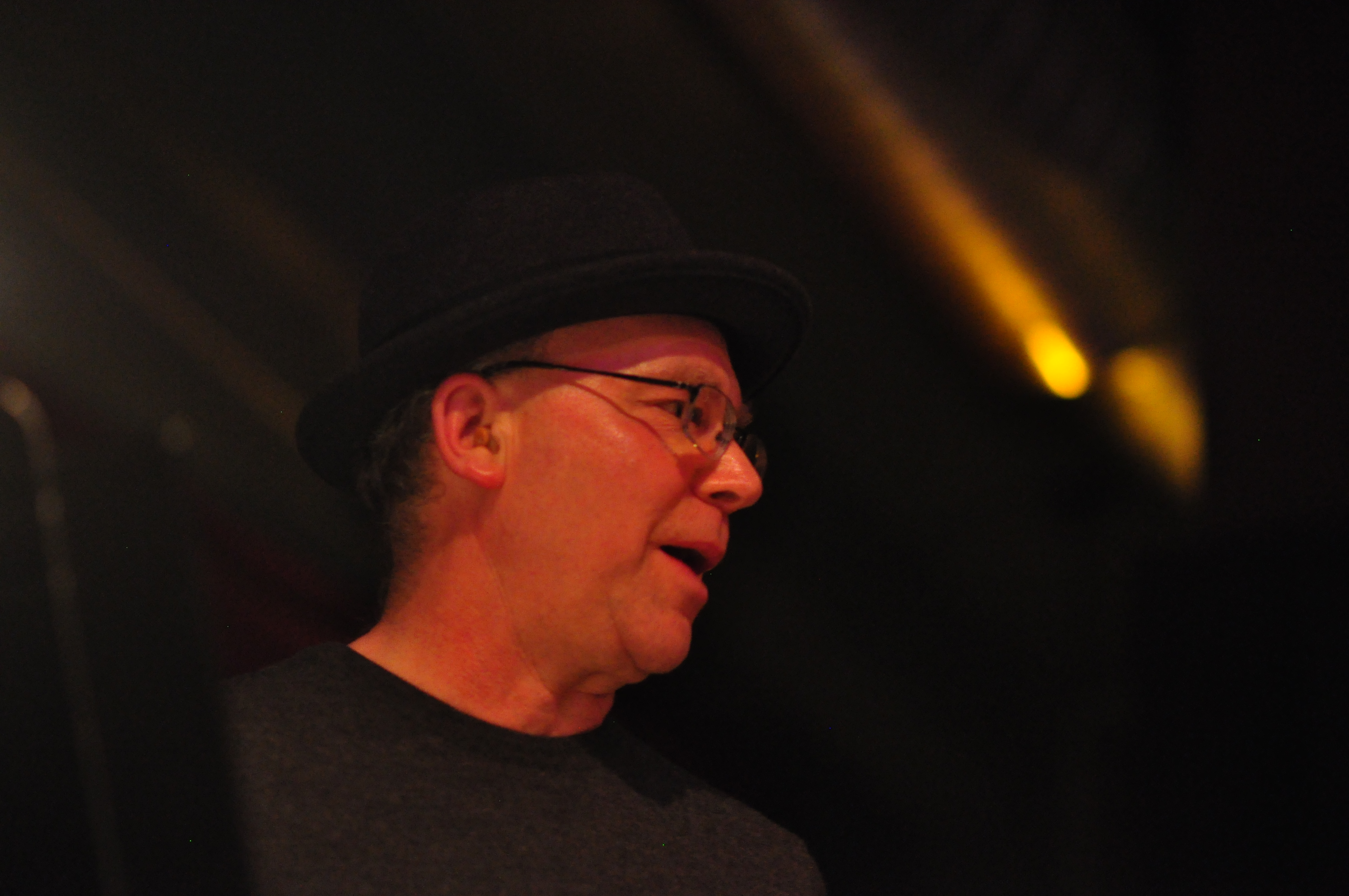
Wayne Horvitz (2016)

Wayne Horvitz (* 1. September 1955 in New York) ist ein US-amerikanischer Jazzmusiker, Komponist und Bandleader. Er spielt Klavier, Hammondorgel und Synthesizer. Wayne Horvitz arbeitet außerdem als Musikproduzent.

## Biografie
Horvitz hatte als Kind Klavier- und Flötenunterricht. Er studierte an der University of California, Santa Cruz und trat bereits während dieser Zeit mit eigenen Gruppen auf. Zurück in New York bewegte er sich in der „Downtown“-Szene. Er arbeitet und lebt zusammen mit seiner Frau, der Pianistin und Sängerin Robin Holcomb, seit Mitte der 1990er Jahre in Seattle. Sein Bruder Bill Horvitz (1947–2017) war ebenfalls Jazzmusiker.

## Musikalisches Werk
Neben zahlreichen eigenen Musikprojekten seit Ende der 70er Jahre ist Horvitz einem größeren Publikum vor allem durch seine Beteiligung an Projekten von John Zorn wie der Band Naked City bekannt. Er hat mit vielen experimentellen Musikern, insbesondere im Bereich Neue Musik und Jazz zusammengearbeitet. Er ist an zahlreichen Tonträgern von John Zorn, aber auch von Marty Ehrlich, Robin Holcomb, Eugene Chadbourne, Bill Frisell, Tenko, Jon Rose, Zeena Parkins und David Moss beteiligt. Er wirkte zudem an Einspielungen von Peter Apfelbaum, Jerry Granelli, Karen Pernick, Michael Shrieve und * Sara Schoenbeck (Sara Schoenbeck, 2021) mit.
Für ihr gemeinsames Album „Nine Below Zero“ erhielten Butch Morris, Bobby Previte und er 1987 den Preis der Deutschen Schallplattenkritik.

## Diskografie (Auswahl)

### Als Bandleader
- No Place Fast, Parachute, 1979
- Simple Facts, Theatre For Your Mother, 1981
- Dinner at Eight, Dossier, 1985
- This New Generation, Elektra/Musician, 1985
- Monologue, Cavity Search, 1997
- Film Works, Avant, 2003
- Some Places Are Forever Afternoon, Songlines, 2015
- The Snowghost Sessions, Songlines, 2018  (+ Geoff Harper, Eric Eagle)

Wayne Horvitz, 4+1 Ensemble (+ Reggie Watts, Eyvind Kang, Julian Priester, Tucker Martine)
- 4+1 Ensemble, Intuition, 1998
- From a Window, Avant, 2001

Wayne Horvitz, Gravitas Quartet  (+ Ron Miles, Peggy Lee, Sara Schoenbeck)
- Way Out East, Songlines, 2006

Wayne Horvitz, Sweeter Than the Day (+ Timothy Young, Keith Lowe, Andy Roth)
- Forever (ebenfalls unter dem CD-Titel „American Bandstand“ erschienen), Songlines, 2000
- Sweeter Than the Day, Songlines, 2002
- Live at the Rendezvous, Liquid City, 2005
- Walk in the Dark, 2008

Pigpen (Wayne Horvitz, Briggan Krauss…)
- Halfrack, Tim Kerr, 1993
- Miss Ann, Tim Kerr, 1995
- Live in Poland, Cavity Search, 1996
- Daylight, Tim Kerr, 1997
- V as in Victim, Avant, 1997

The President (Wayne Horvitz, Bobby Previte, Dave Sewelson, Kevin Cosgrove, Joe Gallant / Stew Cutler, Doug Wieselman, Dave Hofstra)
- The President, Dossier, 1987
- Bring Yr Camera, Elektra/Musician, 1991
- Miracle Mile, Elektra/Musician, 1992

Zony Mash (Wayne Horvitz, Timothy Young, Fred Chalenor / Keith Lowe, Andy Roth)
- Cold Spell, Knitting Factory, 1997
- Brand Spankin' New, Knitting Factory, 1998
- Upper Egypt, Knitting Factory, 2000
- Live in Seattle, Liquid City, 2002

### Als Co-Leader
Wayne Horvitz, Butch Morris, William Parker Trio
- Some Order, Long Understood, Black Saint, 1982

Wayne Horvitz, Butch Morris, Bobby Previte Trio 
- Nine Below Zero, sound aspects, 1987
- Todos Santo, sound aspects, 1988

 Wayne Horvitz / Ron Samworth/ Peggy Lee/ Dylan van der Schyff
- Intersection Poems, Spool, 2005

Mylab (Tucker Martine, Wayne Horvitz…)
- Mylab, Sony BMG, 2004

New York Composers’ Orchestra (Wayne Horvitz, Herb Robertson, Steven Bernstein, Marty Ehrlich, Ray Anderson, Robin Holcomb, …)
- NY Composers Orchestra, New World, 1990
- First Program in Standard Time, New World, 1992

Ponga (Wayne Horvitz, Dave Palmer, Bobby Previte, Skerik)
- Ponga, Loosegroove, 1998
- Psychological, P-vine, 2000

The Sonny Clark Memorial Quartet (John Zorn, Wayne Horvitz, Ray Drummond, Bobby Previte)
- Voodoo, Blacksaint, 1985

John Zorn, Elliott Sharp, Bobby Previte, Wayne Horvitz
- Downtown Lullaby, Depth of Field, 1998

### Als Komponist
- Seattle Chamber Players - Otis Spann and Other Compositions, 2001
- Koehne Quartet - Whispers, Hymns and a Murmur, Tzadik, 2006